# Élections à Djibouti
Les élections à Djibouti permettent d'élire le président et les députés de l'Assemblée nationale.

## Système électoral
Le président est élu au suffrage direct pour un mandat de cinq ans au scrutin majoritaire à deux tours.
Jusqu’en 2010, le président était élu pour deux mandats de six ans. La constitution a ensuite été modifiée, ce qui a supprimé la limitation des mandats et réduit le mandat à cinq ans.

## Histoire
Les première élections ont lieu le 16 mars 1946, pour l'élection de l'Assemblée du territoire. Elles ne se déroulent pas au suffrage universel, seuls les Français de statut métropolitain et des notables autochtones sont électeurs. Le suffrage ne devient officiellement universel qu'à partir de l'application de la loi cadre du 23 juin 1956.
Au moins jusqu'à l'indépendance, toutes les élections sont manipulées par l'administration, en particulier avec le contrôle des listes électorales et la pratique du vote collectif, par laquelle un notable vote pour tous ses affidés. Les déroulements des élections tenues depuis l'indépendance sont toujours contestées par l'opposition, qui les boycotte parfois pour cette raison. Ainsi, en 1992, il n’y aurait que 200 cartes d’électeurs à Tadjourah pour 14 000 habitants[source insuffisante].

## Côte française des Somalis
| Date                  | Élection                                                                               | Résultats |
| --------------------- | -------------------------------------------------------------------------------------- | --- |
| 4 novembre 1945       | Législatives                                                                           | Élection de René Bernard-Cothier (UDSR) |
| 16 mars 1946          | Assemblée du territoire                                                                | Listes : Défense des intérêts du territoire, Rassemblement du peuple français, «Gouled-Harbi»,                                                                   |
| 12 juin 1946          | Législatives                                                                           | Élection de René Bernard-Cothier (UDSR) |
| 10 novembre 1946      | Législatives                                                                           | Élection de Jean Martine |
| 5 et 26 novembre 1950 | Conseil représentatif                                                                  | |
| 17 juin 1951          | Législatives                                                                           | Edmond Magendie : 2341 voix; Jean Martine : 513 voix; Clarisse Hulman : 200 voix                                                                                 |
| novembre 1955         | Conseil représentatif                                                                  | Listes : Action économique pour le progrès social (proche du RPF), Indépendants pour la défense et la sauvegarde des intérêts du territoire,                     |
| 2 janvier 1956        | Législatives                                                                           | Élection de Mahmoud Harbi |
| 23 juin 1957          | Assemblée du territoire                                                                | Union républicaine (RDA, Mahmoud Harbi) : 30 sièges; Défense des intérêts économiques et sociaux du territoire (Hassan Gouled) : 0 sièges                        |
| 28 septembre 1958     | Référendum local                                                                       | Devenir un TOM : 8661 voix (75 %) ; indépendance : 2851 voix (25 %)                                                                                              |
| 23 novembre 1958      | Assemblée du territoire                                                                | Liste Hassan Gouled : 25 sièges; liste Mahmoud Harbi : 7 sièges                                                                                                  |
| 19 avril 1959         | Législatives                                                                           | Hassan Gouled : 5927 voix; Houmed Aboubaker : 5906 voix; Abdourahman Djama : 764 voix                                                                            |
| 8 janvier 1961        | Référendum sur l'autodétermination en Algérie                                          | |
| 8 avril 1962          | Référendum sur les accords d'Évian                                                     | |
| 28 octobre 1962       | Référendum français sur l'élection au suffrage universel du président de la République | |
| novembre 1962         | Législatives                                                                           | Élection de Moussa Ahmed Idriss, du Parti du mouvement populaire (PMP), contre Hassan Gouled                                                                     |
| 17 novembre 1963      | Assemblée du territoire                                                                | Listes : Parti du mouvement populaire, Rassemblement démocratique afar, Union démocratique afar, Union démocratique issa, Alliance pour le progrès du territoire |
| 5 décembre 1965       | Présidentielle                                                                         | |
| 19 mars 1967          | Référendum local                                                                       | Nouveau statut : 22 555 voix (60 %) ; indépendance : 14 666 voix (40 %)                                                                                          |

## Territoire français des Afars et des Issas
| Date             | Élection                                                                                               | Résultat |
| ---------------- | --- | --- |
| 23 avril 1967    | Législatives                                                                                           | Élection de Abdoulkader Moussa Ali avec 67 % des voix contre Idris Farah Abane                                         |
| 23 juin 1968     | Législatives                                                                                           | Élection de Abdoulkader Moussa Ali avec 70 % des voix contre Mohamed Ahmed Issa                                        |
| 17 novembre 1968 | Assemblée du territoire                                                                                | |
| 29 avril 1969    | Référendum                                                                                             | |
| 1er juin 1969    | Présidentielle                                                                                         | |
| 23 avril 1972    | Référendum                                                                                             | |
| 4 mars 1973      | Législatives                                                                                           | Élection d'Omar Farah Iltireh avec 74 % des voix contre Ibrahim Harbi Farah                                            |
| 18 novembre 1973 | Assemblée du territoire                                                                                | L'«Union dans l’ensemble français» d'Ali Aref Bourhan remporte toutes les circonscriptions                             |
| 5 mai 1974       | Présidentielle                                                                                         | |
| 8 mai 1977       | Référendum sur l'indépendance du territoire français des Afars et des Issas et Assemblée du territoire | L'indépendance est approuvée par 98,8 % des votants. Une seule liste, le «Rassemblement populaire pour l'indépendance» |

## République de Djibouti
| Date                          | Élection                       | Résultat |
| ----------------------------- | ------------------------------ | --- |
| 12 juin 1981                  | Présidentielle                 | Hassan Gouled : 85 %. |
| 21 mai 1982                   | Législatives                   | Liste unique du Rassemblement populaire pour le progrès (RPP). |
| 24 avril 1987                 | Présidentielle et législatives | Candidat et liste uniques : Hassan Gouled & RPP. |
| 5 septembre 1992              | Référendum constitutionnel     | Approuvé avec 98 % des voix. |
| 18 décembre 1992              | Législatives                   | RPP : 75 % des voix, 100 % des sièges. |
| 7 mai 1993                    | Présidentielle                 | Hassan Gouled : 61 %, Mohamed Djama Elabeh : 22 % |
| décembre 1997                 | Législatives                   | RPP + Front pour la restauration de l’unité et la démocratie (FRUD) : 78 % des voix, 100 % des sièges. |
| 9 avril 1999                  | Présidentielle                 | Ismail Omar Guelleh : 77 %. |
| 10 janvier 2003               | Législatives                   | Union pour la majorité présidentielle : 62 % des voix, 100 % des sièges; Union pour une alternative démocratique (UAD) : 38 % des voix.                                                                     |
| 8 avril 2005                  | Présidentielle                 | Candidat unique : Ismail Omar Guelleh : 96,85 % des suffrages. |
| 10 et 31 mars 2006            | Régionales et communales       | L'UMP remporte tous les sièges. |
| 8 février 2008                | Législatives                   | Listes uniques de l'Union pour la majorité présidentielle. |
| 8 avril 2011                  | Présidentielle                 | Ismail Omar Guelleh : 81 %. |
| 20 janvier et 10 février 2012 | Régionales et communales       | L'UMP l'emporte au 1er tour, sauf dans les circonscriptions de Boulaos et Balbala (dans la ville de Djibouti) où le RAAD se maintient au second tour. Une liste indépendante obtient un siège à Ali Sabieh. |
| 22 février 2013               | Législatives                   | UMP : 61 % des voix, 55 sièges; Union pour le salut national (USN) : 35,7 % des voix, 10 sièges; Centre des démocrates unifiés : 2,8 % des voix.                                                            |
| 8 avril 2016                  | Présidentielle                 | Ismail Omar Guelleh : 86 %. |
| 9 avril 2021                  | Présidentielle                 | Ismail Omar Guelleh : 98,58 %. |